# مي عبد الله
مي عبد الله (24 أبريل 1983 -)، ممثلة مصرية.

## حياتها الفنية
بدأت مسيرتها الفنية عام 2004 من خلال المشاركة بمسرحية (أبطال المدينة)، ومسلسلي (بيت العائلة، الأخطبوط)، توالت بعدها أعمالها ما بين المسرح والتلفزيون، شاركت بالعديد من الأعمال مع تنويعها بالأدوار وشاركت بالأعمال الخليجية ايضًا. غابت عن الساحة الفنية لفترة بسبب انشغالها بأسرتها وابنتها «بيري». من أبرز أعمالها (هوامير الصحراء، الثمن، خالي وصل).

## أعمالها

### من أعمال التلفزيون
- الأخطبوط
- الدنيا لحظة
- من طق طبلة
- آه يا زمن
- صحوة زمن
- بقايا ليل
- نقطة تحول
- الاختيار الصعب
- أحلام لاتعرف الدموع
- قيود الزمن
- قتالة الشجعان
- هذا ولدنا
- المقاريد
- الساكنات في قلوبنا - جزئين
- غلطة نوف
- جدار الصمت
- إلى متى
- هوامير الصحراء
- الإعتذار
- حريم عنزروت - جزئين
- عذاب
- الحب الذي كان
- الشمس تشرق مرتين
- خيوط ملونة
- الثمن
- بنات الجامعة
- امرأة تبحث عن المغفرة
- صديقات العمر
- خالي وصل
- ريحانة
- سعد وخواته
- حريم بو سلطان
- الليوان
- ليش يا جارة
- روز باريس
- غرس الود
- هيا وبناتها
- أمي دلال والعيال

### في المسرح
- الفتيان والقرصان
- قلب للبيع
- ولد بطنها

## روابط خارجية
- مي عبد الله على موقع IMDb (الإنجليزية)
- مي عبد الله على موقع الدهليز
- مي عبد الله على موقع قاعدة بيانات الأفلام العربية